# Jean Castaneda
Jean-Luc Castaneda (Sant-Etiève, Loira, el 20 de març de 1957) és un exfutbolista professional francès. Fou jugador del AS Saint-Etienne el 1975. També jugà amb la selecció i Olympique de Marsella. Fou entrenador de FC Istres i US Marseille Endoume.